# Alexeevca (Florești)
Alexeevca è un comune della Moldavia situato nel distretto di Florești di 1.511 abitanti al censimento del 2004

## Località
Il comune è formato dall'insieme delle seguenti località (popolazione 2004):
- Alexeevca (735 abitanti)
- Chirilovca (136 abitanti)
- Dumitreni (585 abitanti)
- Rădulenii Noi (55 abitanti)